# ...و وجد
"...وَ وُجد" بالإنجليزية (...And Found)، هي الحلقة الخامسة من الموسم الثاني من مسلسل لوست، والحلقة رقم ثلاثين بشكل عام.  الحلقة من إخراج ستيفن ويليامز وكتابة كل من كارلتون كيس ودامون ليندلوف.  تم بث الحلقة لأول مرة في 19 أكتوبر 2005 على قناة ABC
تبحث "صن هوا كوون" (يونجين كيم) عن خاتم زواجها المفقود؛  في هذه الأثناء، يجري مايكل داوسون (هارولد بيرينو) بحثًا انفراديًا عن ابنه المختطف.  ظهرت شخصيات صن و جين سوو كوون (دانيال داي كيم) في فلاشباك الحلقة.

## الحبكة

### الفلاشباك
تتواجد "صن" في كوريا الجنوبية، حيث تحجز لها إحدى وسطاء الزواج موعد مع شخص، وتجد أن خطيبها المحتمل "جاي لي" ثري ومتعلم وجذاب.  في هذه الأثناء، يستعد جين لإجراء مقابلة عمل مهمة في أحد الفنادق.  أخبره زميله في الغرفة، مستخدمًا ما يبدو أنه كتاب التغيرات، أنه سيجد الحب قريبًا، مضيفًا بشكل غامض أن لونها سيكون برتقاليًا.  يهان جين من قبل السيد كيم، الذي أجرى المقابلة معه، معبراً عنه على أنه قرويًا قذرًا تفوح منه رائحة السمك الكريهة، ولكنه بعد ذلك يوظفه كبواب، مع تحذير له شديدة اللهجة بأنه لن يفتح الباب لأي شخص "مثله".  يستمر صن وجاي في التعارف، ويحدد الثنائي موعدًا للقاء في الفندق الذي يعمل فيه جين والذي تمتلكه عائلة جاي.  تتجه صن نحو مدخل الفندق، لكن جين لا يراها لأنه ينحني عندما يفتح لها الباب.  في الداخل، يكشف جاي فجأة أنه يخطط للزواج من امرأة التقى بها في أمريكا، وكان يواعد صن فقط لتهدئة والديه.  على الرغم من خيبة أملها الواضحة، إلا أن صن تتمنى له التوفيق وتغادر.  يقترب أب يرتدي ملابس سيئة مع صبي صغير من الفندق، ويطلب من جين الإذن بالدخول، حيث يتعين على الصبي الذهاب إلى الحمام بشكل عاجل.  سمح جين للزوجين بالدخول، لكن السيد كيم لاحظ ذلك، ووبخه بشدة، وأهان خلفيته مرة أخرى.  استقال جين على الفور.  لاحقًا، بينما كان جين يتجول على طول الجسر، مر بجانب بامرأة ترتدي فستانًا برتقاليًا.  ينظر إلى الوراء بحزن، ويهز رأسه بحسرة، ويستدير ليصطدم مباشرة مع صن، وبالتالي يلتقي بزوجته المستقبلية لأول مرة.

### على الجزيرة

#### على الشاطئ
على الشاطئ، تكتشف "صن" أنها فقدت خاتم زواجها.  يعرض جاك شيبارد (ماثيو فوكس) على صن المساعدة في البحث عن الخاتم، لكنها ترفض.  لاحقًا، عندما تخرب صن حديقتها بغضب، يواجهها جون لوك (تيري أوكوين).  تقول صن إنها لا تتذكر رؤيته غاضب على الإطلاق.  يضحك لوك ويجيب بأنه غالباً ما كان غاضباً.  تسأله صن لماذا لم يعد يغضب، فيجيب بأنه لم يعد ضائعًا.  تسأله صن كيف وجد نفسه.  يجيب لوك: "بنفس الطريقة التي يتم بها العثور على أي شيء مفقود: لقد توقفت عن البحث".
عندما تحاول كيت أوستن (إيفانجلين ليلي) مواساتها، تكشف صن أن زجاجة الرسائل قد عادت إليهم، وتخبرها أنها دفنتها.  عند إعادة استخراج الزجاجة، تنزعج كيت وتحاول بشكل محموم قراءة جميع الرسائل.  أوقفتها صن وقالت إن الرسائل خاصة.  أخبرت كيت صن أنها لم تقل وداعًا لجيمس "سوير" فورد (جوش هولواي) أبدًا.  تنظر كيت بعد ذلك إلى الرمال وتطلب من صن أن تنظر إلى الأسفل - لتجد صن خاتم زواجها ملقى على الرمال.

#### على الجانب الآخر من الجزيرة
جين ومايكل وسوير والناجين من القسم الخلفي، آنا لوسيا كورتيز (ميشيل رودريغيز)، مستر إيكو (أديوالي أكينوي-أغباجي)، ليبي سميث (سينثيا واتروس)، برنارد نادلر (سام أندرسون) وسيندي تشاندلر (كيمبرلي جوزيف).  قرروا العودة إلى الجانب الأكثر أمانًا من الجزيرة.  ومع ذلك، غادر مايكل فجأة للبحث عن والت (مالكولم ديفيد كيلي).  انطلق جين وإيكو خلف مايكل بينما يتوجه الناجون الباقون إلى الجانب الآخر من الجزيرة.
أثناء تعقبهم لمايكل، واجه جين خنزيرًا بريًا مشحونًا، وتدحرج أسفل الجرف.  عندما هبط، رأى جثة ناجٍ آخر (بريت كولين)، مع سلاح لا يزال مغروزاً في صدره.  أخبر إيكو جين أن اسم الرجل هو "جودوين".  ثم يقول جين "الآخرين؟"  ويهز رأسه إيكو.
يرى إيكو آثار أقدام جديدة ويقول لجين أنه لا بد أن يكون مايكل.  بعد لحظات، يشعر إيكو بقدوم شخص ما.  بينما يختبئ هو وجين، يرون موكبًا من الناس يمرون في صمت.  يمكن رؤية أقدام "الآخرون" فقط من الأسفل، جميعهم حفاة الأقدام، وكلهم موحلون، وآخرهم يحمل دمية دب بنية اللون مجرورة على حبل.  في وقت لاحق، وجد الاثنان مايكل.  نجح إيكو في إقناعه بالعودة إلى الشاطئ قائلاً إنه لن يتم العثور على الآخرون إلا إذا أرادوا هم ذلك.

## الاستقبال
اكتسبت الحلقة 21.38 مليون مشاهد أمريكي. 

## معلومات حول الحلقة
الحلقة هي إحدى الحلقتين اللتان تحملان ضمنياً اسم المسلسل في عنوان الحلقة، (Lost بمعنى ضاع)، الأخرى هي ...في الترجمة، وكلاهما يتمحوران حول شخصيتي جين و صن.

## روابط خارجية
- "...و وجد" في ABC
- «...و وجد» على قاعدة بيانات الأفلام على الإنترنت </img>